# Cung hình
Cung hình (chữ Hán: 宫刑) là một hình phạt thời phong kiến. Theo hình phạt này, đối tượng phạm tội bị cắt và đốt bộ phận sinh dục. Trong lịch sử Trung Hoa, Tư Mã Thiên phải chịu hình phạt cung hình.